# Авакян, Роберт Овсепович
Роберт Овсепович Авакян (арм. Ռոբերտ Հովսեփի Ավագյան; 1931—2020) — советский и армянский физик, доктор физико-математических наук, профессор, член-корреспондент АН Армянской ССР (1986), действительный член НАН Армении (1996). Президент Армянского физического общества (1989—2007).

## Биография
Родился 28 марта 1931 в Ереване, Армянской ССР.
С 1949 по 1954 год обучался на физико-математическом факультете Ереванского государственного университета. С 1954 по 1957 год на научной работе в Ереванском государственном университете в качестве лаборанта по кафедре общей физики.
С 1957 по 1959 год обучался в аспирантуре Ереванского физического института АН АрмССР под руководством А. И. Алиханьяна. С 1959 года на научной работе в Институте теоретической и экспериментальной физики под руководством А. И. Алиханова, был организатором научных работ по созданию поляризованных фотонных пучков для Ереванского электронного синхротрона, был участником работ по созданию поляризованных фотонных пучков на линейном электронном ускорителе. В 1967 году под руководством Р. О. Авакяна впервые в мире был получен поляризованный фотонный пучок с энергией 4.7 гигаэлектронвольт. С 1960 по 1971 год одновременно с научной занимался и педагогической работой в Ереванском государственном университете. 
С 1971 года на научной работе в Ереванском физическом институте: с 1971 по 2007 год — заведующий научно-исследовательской лаборатории, с 2007 года — главный научный сотрудник этого института. Одновременно с 1991 по 1999 год в качестве руководителя научной группы Ереванского физического института работал в Германии в исследовательском центре «DESY», где занимался фундаментальными исследованиями по физике частиц и созданием источников синхротронного излучения и предоставление этих источников для исследований в области физики твёрдого тела.

### Научно-педагогическая деятельность и вклад в науку
Основная научно-педагогическая деятельность Р. О. Авакяна была связана с вопросами в области физики излучений и физики высоких энергий, ядерной физики, физики элементарных частиц и экспериментальной физики. В 1975 году под его руководством были выполнены важнейшие эксперименты по исследованию нуклонных резонансов, в 1978 году на базе линейного ускорителя SLAC им впервые были проведены научные исследования в области каналирования позитронов высоких энергий на монокристалле алмаза, в дальнейшем под его руководством проводились исследования в области излучения электронов при каналировании. В 1987 году его эксперимент в области регистрации PXR-параметрического рентгеновского излучения, позволил в последующем открыть перспективы создания монохроматических источников рентгеновских фотонов.
Р. О. Авакян являлся: с 1989 по 2007 год — президентом Армянского физического общества, с 199 года — почётным членом Лондонского института физики и членом Европейского физического общества. 
В 1965 году защитил кандидатскую диссертацию по теме: «Исследование поляризации β-электронов в области малых энергий», в 1981 году защитил докторскую диссертацию на соискание учёной степени доктор физико-математических наук по теме: «Исследование излучения электронов и позитронов высоких энергий в кристаллах и его использование в процессах фоторождения». В 1984 году ему присвоено учёное звание профессор. В 1986 году был избран член-корреспондентом АН Армянской ССР, в 1996 году — действительным членом НАН Армении. Р. О. Авакян было написано более двухсот научных работ, в том числе монографий и научных статей опубликованы в ведущих научных журналах.

## Основные труды
- Исследование поляризации β-электронов в области малых энергий. - Ереван, 1965. - 88 с.
- Исследование излучения электронов и позитронов высоких энергий в кристаллах и его использование в процессах фоторождения. - Ереван, 1980. - 290 с[3]

## Награды
- Медаль Анании Ширакаци (2003)